# Clase South Dakota (1920)
La primera Clase South Dakota fue una clase de seis acorazados puestos en grada en 1920 que no llegaron a concluirse. La causa de su cancelación cuando un tercio de cada buque estaba construido, fue el  tratado naval de Washington.

## Historia
Debían haber sido los mayores, más pesadamente armados, y más blindados acorazados de la Armada de los Estados Unidos en el periodo de entreguerras, con capacidad de alcanzar 23 nudos, lo cual los convertía en los más rápidos con la excepción de los dos buques de la clase Nagato de la Armada Imperial Japonesa.
Los precedentes acorazados de la clase Colorado, tenían una eslora 190,20 m, un desplazamiento de 32 600 t, una velocidad máxima de 21 nudos y portaban una artillería principal compuesta por cuatro cañones de 406 mm. Aunque los Colorados eran los mayores acorazados de la Armada de los Estados Unidos en su época, y los primeros en portar artillería de 406 mm, suponían el punto final a la gradual evolución de los acorazados de tipo "Standard", en los que también se incluían los buques de las clases Nevada, Pennsylvania, New Mexico, y Tennessee. Los South Dakota representaban un significativo incremento de tamaño y armamento sobre los Colorado. Deberían haber tenido una eslora de  208,50 m, un desplazamiento estándar de 43 200 t, una velocidad máxima de 23 nudos y portar 12 cañones de 406 mm.
Los South Dakota fueron autorizados el 4 de marzo de 1917, y sus quillas, fueron puestas en grada en 1920. Sin embargo, el  tratado naval de Washington restringía tanto el tonelaje máximo de buques capitales por país, como el número máximo de buques capitales permitidos, así como el tamaño máximo de estos, que quedó fijado en 35 000 t estándar, por lo cual, la construcción fue detenida el 8 de febrero de 1922, y los cascos incompletos (con más del 30% completado) fueron desguazados en 1923. Algunos materiales de los buques incompletos, fue utilizado en la reconstrucción de los restantes acorazados de la Armada de los Estados Unidos, lo cual, si estaba permitido bajo los términos del tratado. Las placas de blindaje reservadas para el Indiana fueron utilizadas para reforzar las defensas del Canal de Panamá.
Los clase South Dakota fueron pedidos en el mismo programa de construcción que los cruceros de batalla de clase Lexington, cuya construcción, también se vio detenida por el tratado naval de Washington. Dos de estos cruceros, fueron convertidos en portaaviones. Se eligió a los Lexington, ya que tenían una conversión del casco más fácil que los South Dakota, por estar su construcción más adelantada y porque fueron diseñados para alcanzar altas velocidades.

## Buques de la clase
- USS South Dakota (BB-49)
- USS Indiana (BB-50)
- USS Montana (BB-51)
- USS North Carolina (BB-52)
- USS Iowa (BB-53)
- USS Massachusetts (BB-54)